# Jesienna sonata (powieść)
Jesienna sonata (szw. Höstoffer) – powieść kryminalna szwedzkiego pisarza Monsa Kallentofta z 2009. Polskie wydanie książki ukazało się w 2011 w tłumaczeniu Anny Krochmal i Roberta Kędzierskiego.

## Treść
Jest trzecią częścią kryminalnej serii z detektyw Malin Fors z Linköpingu, której pomaga Zaharias Zeke Martinsson. Akcja rozgrywa się w wyjątkowo deszczowym październiku. W fosie XVII-wiecznego zamku Skogså (przy budowie zamurowano tu ponoć zwłoki rosyjskich jeńców) zostaje znalezione ciało Jerry'ego Peterssona (ur. 1965) z Bergi - właściciela zamku (trupa odnajdują dzierżawcy - Göte Lindman i Ingmar Johannson). Petersson był nowobogackim, który odkupił rodzinną posiadłość rodu Fågelsjö, korzystając z tarapatów finansowych rodziny. Głowa rodu - Axel Fågelsjö nie może pogodzić się z taką zniewagą - posiadłość należała do nich od 500 lat. Jerry był zdolnym adwokatem pracującym w Sztokholmie, po studiach w Lund. Jego psychikę opanowały jednak wspomnienia z przeszłości, kiedy to traktowany był z pogardą przez lepiej urodzonych członków szkolnej społeczności, mimo odgórnych pozorów równości. Ważną dla akcji postacią jest Jochen Goldman - oszust finansowy, który po wyprowadzeniu pieniędzy z pewnej spółki uciekł szwedzkiemu wymiarowi sprawiedliwości i doczekał przedawnienia sprawy.
Powieść porusza istotne zagadnienia społeczne powojennej Szwecji, przede wszystkim rażące nierówności społeczne i klasowe ukrywane pod pozorami państwa równości. Wstrząsająca jest historia Sixtena Erikssona - parobka pobitego w 1973 przez Axela Fågelsjö. Fågelsjö wybił mu oko, a sąd zatwierdził śmiesznie niskie odszkodowanie. 
Malin Fors w tej części zmaga się z nałogiem alkoholowym i traci kontakt ze swoją córką Tove. Szef zmusza ją do udania się na leczenie odwykowe.